# ゆうや
ゆうや（12月9日 - ）は、日本のミュージシャン・ドラマー・作曲家・プロデューサーである。ロックバンド・シドのメンバーである。血液型A型。千葉県市原市出身。

## 人物・エピソード
- 2004年1月14日、Gt. Shinjiとともに、それまでサポートとして参加していたシドに正式加入。
- シドとしての活動のなかで周囲のすすめもあり、作曲を始める。2nd Album「星の都」収録の「星の都」から始まり、シド代表曲のひとつ「嘘」などの作曲を手掛けている。「CANDY」「低温」「硝子の瞳」などにみられるように、音楽性は幅広い。
- 高校3年生までサッカーをやっていた。ブラジルへのサッカー短期留学経験もある[3]。引退後、軽音楽部を覗いたことがきっかけでドラムを始め、ドラマーとしてプロを目指すようになる[4]。
- サッカー好きのタレント・アーティストから成るサッカーチーム『SWERVES(スワーブス)』の一員として活動。
- V系サッカー部『V.K.S』に所属。
- 「"風をあつめて"以来Aqua Timezのファン」と言っており[5]、ブログでもAqua Timezについて書くことがある[6]。
- 釣りが趣味[7]。ツアー中のオフ日にも釣りに出かけることがある。[8]
- シドのVo.マオにならって同じ日に禁煙をスタートし、成功している。
- ドラムセットはPearl・SABIAN(シンバル)を愛用している[9]。
- お笑い芸人「ニュー岡部」と『おかゆ』というコンビを結成。トークイベントを開催したり、ゆうや公式YouTube『ゆチャン』に出演したりしている。2019年末開催の<MUCC Presents『Trigger In The Box』>にも出演[10]。
- 2021年2月1日より、1年間限定でオンラインドラムサロンを開設[4]。
- シドの楽曲「罪木崩し」を聴いて感銘を受けたミオヤマザキのVo.mioからのオファーを受け、ソロプロジェクト魅音のプロデュースをスタート[11]。初ステージとなったJACK IN THE BOX 2021ほか、ライブではサポートドラマーとしても出演。
- 2022年3月1日より、1年間限定でオンラインサロンを開設。

## 楽曲提供・プロデュース
楽曲提供
- Fantôme Iris 「狂喜のメロディ」(作詞 マオ / 作曲 ゆうや / 編曲 シド)
- 逹瑯　Solo Album「非科学方程式」M03. DESIRE　(作詞 逹瑯 / 作曲 ゆうや / 編曲 ゆうや, ICHIRO KAMIYAMA, shun ÷1)
- Fantôme Iris　1st Album「miroir」M07. 影と光 (作詞 マオ / 作曲 ゆうや / 編曲 ゆうや・神山一郎)
- すとぷり「恋の行方」（作詞 マオ / 作曲 ゆうや / 編曲 ゆうや・ICHIRO KAMIYAMA・shun ÷1）

楽曲提供＆プロデュース
- 魅音(ミオ、ミオヤマザキのVo.mioのソロプロジェクト)「トリカブト」「誓い」(2022年2月23日デジタルリリース)